# USS Newark (CL-108)
USS Newark (CL-108) – amerykański lekki krążownik typu Fargo, którego budowa nie została ukończona.
Stępka krążownika „Newark” została położona 17 stycznia 1944, ale jego budowa została anulowana 12 sierpnia 1945, kiedy był ukończony w 67,8%. Kadłub został później zwodowany w grudniu 1945 i był wykorzystywany w testach eksplozji podwodnych. W marcu 1948 został przeholowany z Norfolk do obszaru testów w pobliżu Patuxent River w Zatoce Chesapeake i uczestniczył w testach do lipca 1948 roku. 
Wrócił następnie do Norfolk i czekał do października 1948, gdy rozważano możliwość ukończenia go. Jednak ogłoszono, że jest „niezdolny do morskiej służby” (ang. unfit for naval service) i 2 kwietnia 1949 roku kadłub sprzedano firmie American Shipbreakers, Incorporated z Filadelfii z przeznaczeniem na złom.